# Щасливська сільська рада (Олешківський район)
Щасли́вська сільська́ ра́да — адміністративно-територіальна одиниця та орган місцевого самоврядування в Олешківському районі Херсонської області. Адміністративний центр — селище Щасливе.

## Загальні відомості
- Територія ради: 154,406 км²
- Населення ради: 1 802 особи (станом на 2001 рік)

## Населені пункти
Сільській раді підпорядковані населені пункти:
- с-ще Щасливе
- с. Марченка
- с. Привільне

## Склад ради
Рада складається з 16 депутатів та голови.
- Голова ради: Демидюк Микола Анатолійович
- Секретар ради: Пархоменко Наталя Іванівна

### Керівний склад попередніх скликань
| Прізвище, ім'я, по батькові | Основні відомості                                                         | Дата обрання | Дата звільнення |
| --------------------------- | ------------------------------------------------------------------------- | ------------ | --------------- |
| Демидюк Микола Анатолійович | Сільський голова, 1962 року народження, освіта вища, безпартійний         | 26.03.2006   | 31.10.2010      |
| Демидюк Микола Анатолійович | Сільський голова, 1962 року народження, освіта вища, член Партії регіонів | 31.10.2010   |                 |

Примітка: таблиця складена за даними сайту Верховної Ради України

### Депутати
За результатами місцевих виборів 2010 року депутатами ради стали:

#### За суб'єктами висування
| Суб'єкт висування           | Кількість обраних депутатів | %    |
| --------------------------- | --------------------------- | ---- |
| Партія регіонів             | 11                          | 68,8 |
| Самовисування               | 3                           | 18,8 |
| Комуністична партія України | 2                           | 12,5 |

#### За округами
| № округу                    | Прізвище, ім'я, по батькові       | Дата визнання обраним | Освіта             | Партійна приналежність                        | Відомості про обраного депутата                     |
| --------------------------- | --------------------------------- | --------------------- | ------------------ | --------------------------------------------- | --------------------------------------------------- |
| Комуністична партія України |                                   |                       |                    |                                               |                                                     |
| 5                           | Фисина Вікторія Вікторівна        | 08.11.2010            | вища               | позапартійна                                  | тимчасово не працює                                 |
| 9                           | Бірюкова Олександра Степанівна    | 08.11.2010            | вища               | позапартійна                                  | пенсіонер                                           |
| Партія регіонів             |                                   |                       |                    |                                               |                                                     |
| 1                           | Ільясова Світлана Олександрівна   | 08.11.2010            | середня спеціальна | член Партії регіонів                          | Щасливський будинок культури, художній керівник     |
| 2                           | Івченко Юлія Валеріївна           | 08.11.2010            | вища               | член Партії регіонів                          | тимчасово не працює                                 |
| 3                           | Буртник Наталя Вікторівна         | 08.11.2010            | середня            | член Партії регіонів                          | тимчасово не працює                                 |
| 4                           | Єремейчук Надія Федорівна         | 08.11.2010            | середня            | член Партії регіонів                          | тимчасово не працює                                 |
| 6                           | Кірєєва Надія Матвіївна           | 08.11.2010            | середня            | член Партії регіонів                          | тимчасово не працює                                 |
| 8                           | Пуляр Юрій Анатолійович           | 08.11.2010            | середня            | член Партії регіонів                          | тимчасово не працює                                 |
| 10                          | Мулярчук Марія Петрівна           | 08.11.2010            | середня            | член Партії регіонів                          | Щасливський відділ зв'язку, начальник відділення    |
| 12                          | Мозговий Григорій Григорович      | 08.11.2010            | середня            | член Партії регіонів                          | Щасливсська амбулаторія, водій                      |
| 13                          | Вердеренко Олена Миколаївна       | 08.11.2010            | середня            | член Партії регіонів                          | тимчасово не працює                                 |
| 14                          | Цолін Іван Іванович               | 08.11.2010            | середня            | член Партії регіонів                          | тимчасово не працює                                 |
| 15                          | Пархоменко Наталя Іванівна        | 08.11.2010            | вища               | член Партії регіонів                          | Щасливська сільська рада, секретар                  |
| Самовисування               |                                   |                       |                    |                                               |                                                     |
| 7                           | Ковальова Валентина Іванівна      | 08.11.2010            | середня спеціальна | позапартійна                                  | Щасливська сільська рада, землевпорядник            |
| 11                          | Пятигорець Віктор Семенович       | 08.11.2010            | середня            | член Всеукраїнського об'єднання «Батьківщина» | Щасливська загальноосвітня школа, оператор котельні |
| 16                          | Ракінцева Валентина Володимирівна | 08.11.2010            | вища               | позапартійна                                  | тимчасово не працює                                 |

## Населення
Згідно з переписом УРСР 1989 року чисельність наявного населення сільської ради становила 1813 осіб, з яких 862 чоловіки та 951 жінка.
За переписом населення України 2001 року в сільській раді мешкала 1801 особа.

### Мова
Розподіл населення за рідною мовою за даними перепису 2001 року:
| Мова       | Відсоток |
| ---------- | -------- |
| українська | 78,19 %  |
| російська  | 20,75 %  |
| білоруська | 0,61 %   |
| молдовська | 0,28 %   |